# Semnopithèque de Mentawai
Presbytis potenziani
Espèce
Statut de conservation UICN

 CR  : 
En danger critique
Statut CITES
Le Semnopithèque de Mentawai (Presbytis potenziani) est une espèce en danger qui fait partie des mammifères Primates. Ce singe est un semnopithèque de la famille des Cercopithecidae.

## Répartition

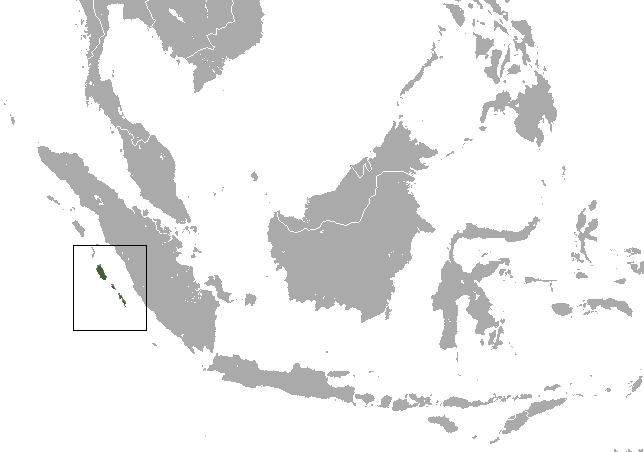
Carte d'Asie du Sud-Est avec zone de répartition en vert

Le semnopithèque de Mentawai est réparti sur des îles au large de Sumatra. L'espèce a été déclarée en danger de disparition.

## Liste des sous-espèces
Selon Mammal Species of the World (version 3, 2005)  (13 mars 2011) :
- sous-espèce Presbytis potenziani potenziani
- sous-espèce Presbytis potenziani siberu